# Roger Saint-Vil
Roger Saint-Vil (Porto Príncipe, 8 de dezembro de 1949 – 7 de junho de 2020) foi um futebolista haitiano que atuava como defensor.

## Carreira
Roger Saint-Vil fez parte do elenco histórico da Seleção Haitiana de Futebol, na Copa do Mundo de 1974, ele teve uma presença.

## Morte
Morreu no dia 7 de junho de 2020, aos 70 anos.